# Ministerio de Cultura (Brasil)

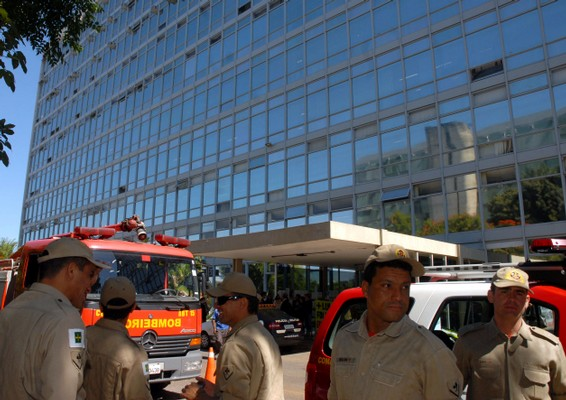
El 25 de mayo de 2013, bomberos entran en el Ministerio de la Cultura después de recibir una denuncia anónima de bomba.

El Ministerio de Cultura (en portugués Ministério da Cultura), siglas (MinC) es un ministerio del gobierno de Brasil, creado el 15 de marzo de 1985 por el decreto n.º 91.144 del presidente José Sarney. Antes de su existencia, las atribuciones de esta cartera eran de autoridad del Ministerio de Educación, que entre 1953 y 1985 se llamaba Ministerio de Educación y Cultura (MEC). El MinC es responsable de la difusión de la literatura, artes, folclore y otras formas de expresión de la cultura nacional y del patrimonio histórico, arqueológico, artístico y cultural de Brasil.
En 2016, después de la posesión de Michel Temer como presidente interino, el MinC fue brevemente suprimido y reincorporado al Ministerio de Educación. decisión que fue revertida el 21 de mayo de ese año.

## Historia
El 12 de abril de 1990, en el gobierno del presidente Fernando Collor de Mello, el Ministerio de Cultura fue transformado en la Secretaría de Cultura, directamente vinculado a la Presidencia de la República. Esta situación fue revertida poco más de dos años después, el 19 de noviembre de 1992, por la ley n.º 8.490, ya en el gobierno del presidente Itamar Franco.
En 1999, en el gobierno de Fernando Henrique Cardoso, fueron incrementados sus recursos y su estructura fue reorganizada según la ley n.º 9.649, aprobada el 27 de mayo de 1998. Desde entonces el ministerio fue un importante promotor y patrocinador de diversos proyectos culturales en el país, especialmente en el área del cine y el teatro.
En 2003, el ministerio fue reformado por medio del Decreto 4805, pasando a tener la siguiente estructura: del ministerio depende una Secretaría Ejecutiva con tres consejos de administración (Gestión Estratégica, Gestión Interna y Relaciones Internacionales), seis Representaciones Regionales (en los estados de Minas Gerais, Pará, Pernambuco, Río de Janeiro, Rio Grande do Sul y São Paulo) y seis Secretarías: Fomento e Incentivo a la Cultura, Políticas Culturales, Ciudadanía Cultural, Audiovisual, Identidad y Diversidad Cultural y Articulación Institucional.
Fue suprimido por el presidente interino Michel Temer a través de la medida provisional número 726, del 12 de mayo de 2016. Tras las manifestaciones en contra de la medida y la intervención del Senado, el 21 de mayo su disolución fue revertida.

## Lista de ministros
- José Aparecido de Oliveira (1985)
- Aluísio Pimenta (1985-1986)
- Celso Furtado (1986-1988)
- Hugo Napoleão do Rego Neto (1988)
- José Aparecido de Oliveira (1988-1990)
- Ipojuca Pontes (1990-1991)
- Sérgio Paulo Rouanet (1991-1992)
- Antônio Houaiss (1992-1993)
- José Jerônimo Moscardo de Sousa (1993)
- Luiz Roberto do Nascimento e Silva (1993-1994)
- Francisco Weffort (1995-2003)
- Gilberto Gil (2003-2008)
- Juca Ferreira (2008-2010)
- Ana de Hollanda (2011-2012)
- Marta Suplicy (2012-2014)
- Juca Ferreira (2015-2016)
- Marcelo Calero (2016-2016)
- Roberto Freire (2016-2017)
- Sérgio Sá Leitão (2017-2018)
- Margareth Menezes (2023-)

## Instituciones vinculadas

### Fundaciones
- Fundación Casa de Rui Barbosa (FCRB)
- Fundación Cultural Palmares (FCP)
- Fundación Nacional de las Artes (Funarte)
- Fundación de la Biblioteca Nacional (BN)

### Otras
- Instituto del Patrimonio Histórico y Artístico Nacional (IPHAN)
- Agencia Nacional de Cine (Ancine)
- Instituto Brasileño de Museos (IBRAM)